# Joël Prévost
Joël Prévost (ur. 16 lutego 1950 w Narbonie w departamencie Aude jako Richard-Jacques Bonay) – francuski piosenkarz, reprezentant Francji podczas 24. Konkursu Piosenki Eurowizji w 1978 roku w Paryżu.

## Życiorys
Joël Prévost urodził się w Langwedocji-Roussillon w południowym regionie winiarskim Francji. Prévost został zaadoptowany wkrótce po narodzinach przez rodziców z północnej Francji i przemianowany na Jean-Luc Potaux. Swoje dzieciństwo dorastał w Trith-Saint-Léger, blisko granicy z Belgią. Przeprowadził się do Paryża w 1970 roku, a w 1972 roku podpisał kontrakt z firmą fonograficzną CBS Records, wypuszczając single, a także podróżował po trasach koncertowych w ciągu najbliższych kilka lat z takimi artystami jak Serge Gainsbourg, Mike Brant, Michèle Torr i Serge Lama.
W 1977 roku Prévost wystąpił we Francuskiej Eurowizji z utworem „Pour oublier Barbara”, ale nie udało mu się przejść do półfinału. Rok później został wybrany na reprezentanta Francji podczas finału 24. Konkursu Piosenki Eurowizji. Piosenkarz wystąpił wówczas z utworem „Il y aura toujours des violons”. Utwór zajął drugie miejsce w półfinale przed wyłonieniem zwycięzcy w finale. W wyniku zwycięstwa Marie Myriam w poprzednim roku, Konkurs Piosenki Eurowizji odbył się 22 kwietnia w Paryżu. Prévost zdobył 119 punktów i uplasował się na 3. miejscu spośród 20 reprezentantów.